# Kovács Eszter (sportoló)
Kovács Eszter (Szeged, 1992. április 9. –) magyar fekvenyomó, a szegedi Ducsai Erőemelő Oskolája sportolója.

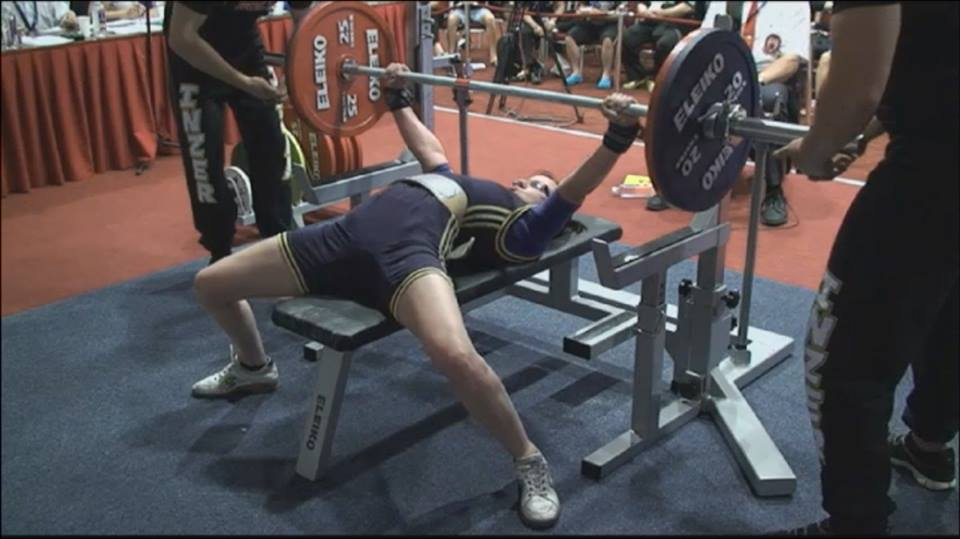
Kovács Eszter

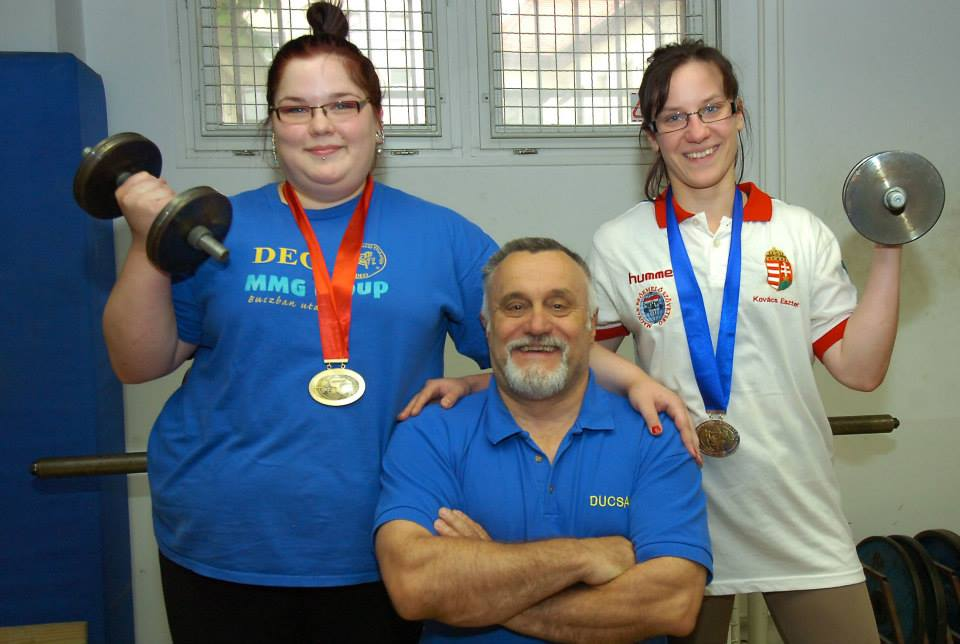
Köteles Mária

## Sportpályafutása
Kovács Eszter sportolói pályafutását gimnazista éveiben kezdte a szegedi Radnóti Miklós Kísérleti Gimnáziumban. Első versenyén, a 2007-es diákolimpián 3. helyezett lett, majd egy arany- (2009) és egy ezüstérmet (2010) is szerzett.
A jelenleg junior korosztályú sportoló az erőemelő sportágban csak fekvenyomás szakág versenyeken indul. Hazai korosztályos versenyeredményei a következők: 2 ifjúsági és 5 junior magyar bajnoki cím. Ezen kívül 6 felnőtt országos bajnokságon szerzett aranyérmet.
Junior világbajnokságon eddig két bronz- és egy ezüstérmet szerzett. A 2013-as felnőtt fekvenyomó-Európa-bajnokságon 2. helyezett lett.

## Eredményei
| Sportesemény             | Helye       | Teljesítmény | Helyezés |
| ------------------------ | ----------- | ------------ | -------- |
| 2007                     |             |              |          |
| Fekvenyomó Diákolimpia   | Szeged      | 42,5 kg      | 4.       |
| 2009                     |             |              |          |
| Fekvenyomó Diákolimpia   | Budapest    | 62,5 kg      |          |
| Fekvenyomó MB            | Tab         | 65 kg        | 6.       |
| Junior fekvenyomó MB     | Vésztő      | 72,5 kg      |          |
| 2010                     |             |              |          |
| Fekvenyomó Diákolimpia   | Budapest    | 70 kg        |          |
| Ifjúsági fekvenyomó MB   | Ásotthalom  | 88 kg        |          |
| Junior fekvenyomó MB     | Ásotthalom  | 65 kg        |          |
| Ifjúsági erőemelő MB     | Barcs       | 162,5 kg     |          |
| Junior erőemelő MB       | Barcs       | 162,5 kg     |          |
| Gyopáros Kupa            | Orosháza    | 90 kg        |          |
| Fekvenyomó MB            | Beled       | 92,5 kg      |          |
| 2011                     |             |              |          |
| Junior fekvenyomó-vb     | Sölden      | 95 kg        |          |
| Junior fekvenyomó MB     | Beled       | 85 kg        |          |
| Fekvenyomó MB            | Budapest    | 100 kg       |          |
| RAW fekvenyomó MB        | Jánoshalma  | 80 kg        |          |
| 2012                     |             |              |          |
| Junior fekvenyomó MB     | Jánoshalma  | 100 kg       |          |
| Junior fekvenyomó-vb     | Plzeň       | 102,5 kg     |          |
| Fekvenyomó-Eb            | Terni       | 102,5 kg     | 5.       |
| RAW fekvenyomó MB        | Baja        | 85 kg        |          |
| Fekvenyomó MB            | Budapest    | 107,5 kg     |          |
| 2013                     |             |              |          |
| RAW junior fekvenyomó MB | Vésztő      | 85,5 kg      |          |
| RAW fekvenyomó MB        | Vésztő      | 85,5 kg      |          |
| Junior fekvenyomó MB     | Kiskunmajsa | 112,5 kg     |          |
| Junior fekvenyomó-vb     | Kaunas      | 112,5 kg     |          |
| Fekvenyomó-Eb            | Senec       | 105 kg       |          |
| Fekvenyomó MB            | Budapest    | 120 kg       |          |